# 請判
請判（うけはん）とは、中世から近世にかけて請人になった人間が、請状（請文）などの証文に押印した印判のこと。

## 概要
金銭などの債務契約を結ぶ際には、保証人である請人が請状に請判を押すことになっていたが、特別な文言が無い限りは連帯保証の義務はなかった。江戸幕府が正徳3年（1713年）に請判を押した者が連帯保証することを規定した。
なお、江戸時代には代金を取って請判を押印する口入屋のような人々が存在していた。